# Ana Coman
Ana Coman (n. 4 iulie 1889, Târnăveni – d. 15 ianuarie 1952, Târnăveni) a fost delegată în Marea Adunare Națională de la Alba Iulia, organismul legislativ reprezentativ al „tuturor românilor din Transilvania, Banat și Țara Ungurească”, cel care a adoptat hotărârea privind Unirea Transilvaniei cu România, la 1 decembrie 1918.:p. 77

## Biografie
Născută în localitatea Târnăveni în anul 1889, Ana a urmat studiile la Școala confesională română din locul său natal, Târnăveni. Stricta ei ocupație a fost cea din jurul gospodăriei, fiind casnică însă, s-a implicat și ca membră a Reuniunii femeilor române din comitatul Târnava Mică. Moartea i-a survenit la data de 15 ianuarie 1952.
A fost aleasă delegată supleantă  a Reununii femeilor române din comitatul Târnava Mică a județului Mureș, la Marea Adunare Națională de la Alba Iulia de la 1 decembrie 1918.:p. 250